# 聖馬雷鄉
47°36′N 27°21′E / 47.600°N 27.350°E
聖馬雷鄉（羅馬尼亞語：Comuna Santa Mare, Botoșani），是羅馬尼亞的鄉份，位於該國東北部，由博托沙尼縣負責管轄，面積61平方公里，海拔高度139米，2007年人口3,104，人口密度每平方公里51人。